# Андреевка (Роменский район)
Андре́евка (укр. Андріївка) — село, Андрияшевская сельская община, Роменский район, Сумская область, Украина.
Код КОАТУУ — 5924180901. Население по переписи 2001 года составляло 484 человека .

## Географическое положение
Село Андреевка находится на берегу реки Артополот, выше по течению на расстоянии в 1 км расположено село Тарасовка. На расстоянии в 1,5 км расположено село Василевка. На реке большая запруда. К селу примыкает лесной массив урочище Васильковщина.

## Происхождение названия
На территории Украины 71 населённый пункт с названием Андреевка.

## История
- Село Андреевка известно с начала XVIII века.

## Экономика
- ООО «им. Шевченко».

## Объекты социальной сферы
- Дом культуры.